# Goniotermasia meeki
Goniotermasia meeki là một loài bướm đêm trong họ Noctuidae.